# Rubí (série télévisée)
 (août 2021).
Si vous disposez d'ouvrages ou d'articles de référence ou si vous connaissez des sites web de qualité traitant du thème abordé ici, merci de compléter l'article en donnant les références utiles à sa vérifiabilité et en les liant à la section « Notes et références ».
Pour les articles homonymes, voir Rubi.
Rubí est une telenovela mexicaine en 115 épisodes de 45 minutes, créée par Yolanda Vargas Dulché et diffusée à partir du 17 mai 2004 au 22 octobre 2004 sur Canal de las Estrellas.
En France, la telenovela a été diffusée à partir du 24 avril 2006 sur M6,, du lundi au vendredi (excepté les mercredis) à partir de 15 h 15 avec 2 épisodes, puis sur France Ô en 2008 et sur La 1re en Outre-Mer. En Belgique et au Luxembourg sur RTL TVI,, puis rediffusée sur Plug RTL. Elle a aussi été diffusée entre le 27 avril 2017 et le 6 octobre 2017 sur Novelas TV.
À la suite de la réclamation de beaucoup de fans, elle est diffusée du lundi au jeudi à 20 h 25 et le vendredi à 22 h depuis le 16 avril 2019 sur IDF1. La telenovela est de nouveau diffusée sur Novelas TV depuis le 12 août 2019 et sur IDF1 depuis le 7 septembre les samedis à 22 h et pendant la semaine du lundi au vendredi à partir de 19 h avec 2 épisodes.
En Côte d'Ivoire et en France, la série est à nouveau diffusée sur Nina Novelas en 2025.

## Synopsis
Rubí (Bárbara Mori) est une jolie fille qui vit avec sa mère, Raphaëlle (Refugio VE) et sa sœur, Cristina. Sa mère est une femme réservée, travailleuse et traditionnelle et son seul désir est de voir ses filles mener une vie simple et tranquille. Elle aime ses deux filles mais se sent plus proche de Christina.
Gâtée dans son enfance par son père, Rubí a l'habitude de toujours obtenir ce qu'elle désire. Depuis la mort de celui-ci, Rubí ne parvient pas à accepter la situation financière désastreuse dans laquelle sa famille se trouve.
Pourtant, sa mère et sa sœur font de leur mieux pour lui rendre la vie aisée. Christina, en travaillant jour et nuit, subvient aux besoins de la famille. Grâce à cette rentrée d'argent, Rubí a obtenu une bourse afin de poursuivre ses études dans une université privée. Elle n'a désormais qu'une seule ambition : devenir une femme riche et enviée.
À l'université, elle s'est liée d'amitié avec Maribel de la Fuente (Jacqueline Bracamontes), une jeune fille jolie et surtout très riche. Elle a perdu l'usage de sa jambe gauche après un accident de voiture dans lequel sa mère est décédée. Elle vit avec son père, Arthur et sa gouvernante Paula, qui veille sur elle car celle-ci se méfie de Rubí. Maribel pense avoir trouvé en Rubí, plus qu'une amie, une sœur. Elle ne voit pas que Rubí est une jeune femme vénale et calculatrice.
À cause de son handicap, Maribel est une jeune fille timide qui manque de confiance en elle. Elle a rencontré un certain Hector (Sebastian Rulli) sur Internet. Beau, brillant, fortuné et passionné, Hector est un architecte talentueux. Au fil des mois, ils sont devenus plus que des amis.
Hector, décidé à rencontrer Maribel, arrive à Mexico avec son meilleur ami Alexandre Cardenas (Eduardo Santamarina), un jeune orthopédiste. C'est un homme sûr de lui, volontaire et intelligent. C'est le coup de foudre immédiat entre Rubí et Alexandre. Malheureusement, Rubí apprend à ses dépens par le père de Maribel, qu'Alexandre n'est pas si fortuné qu'il semblait l'être. Rubí choisit de poursuivre son rêve de devenir une femme riche et, n'écoutant que son ambition, elle décide de rompre avec lui.
Elle séduit alors Hector, le fiancé de Maribel. Rubí et Hector s'enfuient à Cancun le jour de la noce. Malgré tous ses efforts, elle est toujours éperdument amoureuse d'Alexandre.
Après cela, tout le monde méprise Rubí et, tout au long de l'intrigue, nous découvrons les maux de Rubí et la fin tragique qui l'attend.

## Distribution

### Principaux
- Bárbara Mori (VF : Ivana Coppola) : Rubi Pérez Ochoa[8]
- Eduardo Santamarina (VF : Stéphane Ronchewski) : Dr Alejandro (Alexandre en VF) Cárdenas Ruiz
- Sebastián Rulli (VF : Laurent Mantel) : Héctor Ferrer Garza
- Jacqueline Bracamontes (VF : Marine Jolivet) : Maribel de la Fuente Ortiz
- Ana Martín (VF : Manoëlle Gaillard) : Dona Refugio Perez
- Yadhira Carrillo (es) (VF : Alexia Lunel) : Elena Montes

### Secondaires
- Josefina Echánove (es) (VF : Régine Blaess) : Francisca « Pancha » (Paula en VF) Muñoz
- Antonio Medellín (es) : Ignacio Cárdenas
- Ana Bertha Espín (es) : Elisa Duarte
- José Elías Moreno (es) : Genaro Duarte
- Olivia Bucio : Carla Ruiz de Cárdenas
- Luis Gatica (es) (VF : Bruno Rozenker) : Cayetano (Gaetano en VF) Martínez
- Leonorilda Ochoa (es) : Dolores Herrera « Doña Lola » Guzmán
- Roberto Vander (VF : Claude Larry) : Arturo de la Fuente Rangel
- Ofelia Cano : Victoria Gallegos
- Miguel Pizarro (es) (VF : Julien Sitbon) : Loreto Carlione Echagüe
- Paty Díaz (es) (VF : Christine Bellier) : Cristina Pérez Ochoa
- Arlette Pacheco (es) : Lilia López de Duarte
- Jan (es) : Marco Rivera
- Íngrid Martz : Lorena Treviño
- Dolores Salomón (es) : Mariquita
- Eduardo Rodríguez (es) : Saúl Arce de la Borbolla
- María Fernanda García (es) : Valeria
- Tania Vázquez (VF : Anne Mathot) : Sofía Cárdenas Ruiz
- Sergio Argueta : Francisco « Paco » Gómez Gallegos
- Sergio Zaldívar (VF : Bruno Forget) : Gazcón
- Roberto Sen : David Treviño
- Hugo Macías Macotela (es) : Isidro Roldán
- Marco Méndez : Luis Duarte López
- Amelia Zapata (VF : Céline Duhamel) : Celia Fuentes
- Mariana Rountree (VF : Nathalie Gazdik) : Ingrid Mendoza
- Karen Sandoval : Natalia « Naty » Duarte
  - Nicole Vale (es) (VF : Jessica Barrier) : Natalia « Naty » Duarte jeune
- José Antonio Ferral (es) : Dr Garduño Montes
- Manuel Foyo : Ernesto Bermúdez Aranda

### Invités
- Carlos Cámara (es) : Dr José Luis Bermúdez
- Adriana Roel (es) : Hilda Méndez
- Sergio Goyri : Don Yago Píetrasanta
- Marlene Favela : Sonia Chavarría González
- Alicia Fahr (es) : Romina
- Lorena Velázquez (es) : Mary Echevarria
- Gerardo Albarrán : Gabriel Almanza
- Manuel Landeta (VF : Constantin Pappas) : Lucio de Montemayor (Le comte d'Aragon en VF)
- Manuel «Flaco» Ibáñez (es) : Onésimo Segundo Rabozo
- Lilia Aragón : Nora de Navarro

 Source et légende : version française (VF) sur RS Doublage et crédits de fin.

## Commentaires
L'intrigue de cette télénovela est basée sur le roman éponyme de Yolanda Vargas Dulché et la télénovela réalisée en 1968 par Fanny Cano. La télénovela a également une adaptation arabe (Rubi) diffusée sur la chaîne MBC1 en 2012. Rubi est incarnée par la Libanaise Cyrine Abedennour.
En espagnol, rubí signifie « rubis ».
Le feuilleton est également diffusé en France d'Outre-mer sur les chaînes de RFO (La Réunion, Guadeloupe, Martinique, Guyane ainsi que les TOM).

## Diffusions
| Pays de diffusion                                                   | Chaîne                  | Année de diffusion                   |
| ------------------------------------------------------------------- | ----------------------- | ------------------------------------ |
| Drapeau de la France · Drapeau de la Suisse · Drapeau du Luxembourg | M6                      | 2006                                 |
| Drapeau de la France                                                | France Ô                | 2008                                 |
| Drapeau de la France                                                | La Première (Outre-Mer) | 2008                                 |
| Drapeau de la France                                                | Novelas TV              | 2017 2019 (rediffusion)              |
| Drapeau de la France                                                | IDF1                    | 2012 2019, 2020, 2021 (rediffusions) |
| Drapeau de la Belgique · Drapeau du Luxembourg                      | RTL-TVI                 | 2006 2010 (rediffusion)              |
| Drapeau de la Belgique · Drapeau du Luxembourg                      | Plug RTL                | 2013 (rediffusion)                   |
|                                                                     | Nina Novelas            | 2025                                 |

## Autres versions
- Rubí (ABS-CBN, ABS-CBN (chaîne de télévision), 2010), avec Angelica Panganiban.
- Ruby (O3, 2012), avec Cyrine Abdelnour.
- Rubí (Televisa, 2020), avec Camila Sodi.